# Demenți, Ciîhîrîn
Demenți (în ucraineană Деменці) este un sat în comuna Zameatnîțea din raionul Ciîhîrîn, regiunea Cerkasî, Ucraina.

## Demografie
Componența lingvistică a localității Demenți
     Ucraineană (94,52%)
     Rusă (5,48%)
Conform recensământului din 2001, majoritatea populației localității Demenți era vorbitoare de ucraineană (94,52%), existând în minoritate și vorbitori de rusă (5,48%).